# Distretto di Čačėrsk
Il distretto di Čačėrsk (in bielorusso Чачэрскі раён?) è un distretto (raën) della Bielorussia appartenente alla regione di Homel'.